# Pembridge
Pembridge – wieś w Anglii, w hrabstwie Herefordshire. Leży 22 km na północny zachód od miasta Hereford i 206 km na północny zachód od Londynu. Miejscowość liczy 1000 mieszkańców.